# Kirkeskoven (Rudersdal)
Kirkeskoven er en statsskov i Rudersdal Kommune beliggende mellem Søllerød Sø i vest, Attemosevej i øst, Søllerødvej i syd og Øverødvej i nordvest.